# Penisola Snyder
La penisola Snyder è una penisola orientata in direzione nordovest-sudest lunga circa 20 km e larga circa 12, situata sulla costa orientale della Terra di Palmer, in Antartide. Completamente ricoperta dai ghiacci, la penisola si trova in particolare sulla costa di Black, dove si estende nel mare di Weddell separando l'insenatura di Lamplugh, a est, dall'insenatura di Odom, a ovest, e dove vede le sue coste completamente occupate dai ghiacci della regione meridionale della piattaforma glaciale Larsen D, eccezion fatta per la costa ovest, a fianco a cui scorre il ghiacciaio Muus, separandola dalla cresta Strømme.

## Storia
La penisola Snyder fu scoperta da alcuni membri del Programma Antartico degli Stati Uniti d'America di stanza alla base Est che nel 1940 esplorarono questa costa sia via terra che con ricognizioni aeree e fu completamente cartografata nel 1974 dallo United States Geological Survey sulla base di ulteriori ricognizioni effettuate dalla marina militare statunitense negli anni 1960. In seguito essa fu così battezzata dal comitato consultivo dei nomi antartici in onore del contrammiraglio Joseph E. Snyder, Jr., che fu responsabile del progetto antartico per il sottosegretario alla ricerca e sviluppo della marina statunitense dal 1967 al 1969.